# Tipula erato
Tipula erato är en tvåvingeart som beskrevs av Mannheims 1954. Tipula erato ingår i släktet Tipula och familjen storharkrankar.
Artens utbredningsområde är Grekland. Inga underarter finns listade i Catalogue of Life.